# Dimorphanthera dekockii
Dimorphanthera dekockii är en ljungväxtart som beskrevs av J. J. Smith. Dimorphanthera dekockii ingår i släktet Dimorphanthera och familjen ljungväxter.

## Underarter
Arten delas in i följande underarter:
- D. d. chlorocarpa
- D. d. pubiflora